# Beatriz Pérez-Aranda
Beatriz Pérez Aranda (Madrid, 26 de marzo de 1963) es una periodista, presentadora y escritora española.

## Biografía
Licenciada en Ciencias de la información en Periodismo por la Facultad de Ciencias de la Información (Universidad Complutense de Madrid) (1980-1985), comenzó a trabajar en RTVE en 1984, empresa en la que ha desarrollado casi toda su trayectoria profesional, comenzando presentando programas como Pista libre, La Europa de los jóvenes, 48 horas (actual Telediario Fin de semana), Teledeporte, el Telediario 3.ª edición —durante tres etapas, 1988, 1993 y 2003-04— o los avances informativos del programa A mi manera de Jesús Hermida.
Entre 1993 y 1994 fue directora de prensa del Boletín Oficial del Estado, haciéndose cargo del relanzamiento de la imagen de este organismo público y colaboraba con asiduidad en revistas como Tiempo, Dunia, Woman, Cosmopolitan y El Mundo.
Participó como tertuliana en el programa ¡Qué grande es el cine! con José Luis Garci desde 1995, durante siete años, así como en un episodio de los talk show Tal cual y Los unos y los otros (ambos conducidos por Àngel Casas desde 1993 y 1994, respectivamente). En esa época trabaja también en Informe semanal. 
En las temporadas 1995-96 y 1996-97 presentó el informativo Telenoticias de Telemadrid. También ha sido subdirectora de programas en Onda Cero y colaboradora en la Cadena SER.
Desde 1998 es profesora de la Facultad de Ciencias de la Información de la Universidad Complutense de Madrid, rama de Periodismo y de alumnos de tercero de periodismo en la Universidad Francisco de Vitoria.
Desde 2000 a 2001 y desde 2004, es presentadora del Canal 24 horas de Televisión Española, presentando informativos en diferentes días y horarios —actualmente de viernes a domingo por las mañanas —, así como los informativos territoriales de Ceuta y Melilla. 
Entre 2001 y 2002 fue coeditora y presentadora del Informativo territorial de Madrid de TVE de las 14h00. Entre 2004 y 2005 presenta el programa Prisma en La 2 y TVE Internacional. 

## Vida privada
Estuvo casada durante dieciséis años con el periodista Luis Mariñas. Ambos fueron padres de Álvaro (1997) y Beatriz (2000).